# 安息香酸メチル
安息香酸メチル（あんそくこうさん—、methyl benzoate）は、有機化合物の一種で、安息香酸とメタノールとが脱水縮合した構造 (C6H5CO2CH3) を有するカルボン酸エステル。芳香を持つ無色の液体。消防法による第4類危険物 第3石油類に該当する。

## 合成と用途
安息香酸メチルは、安息香酸とメタノールを、フィッシャーエステル合成反応により脱水縮合させると得られる。
{\displaystyle {\ce {C6H5CO2H + CH3OH -> C6H5CO2CH3 + H2O}}} (酸触媒下)
ポ・デスパーニュ (Peau d'espagne) など、香水の成分として用いられる。